# Inna Rískal
Inna Rískal (en rus: Инна Рыскаль) (Bakú, Unió Soviètica 1944) és una jugadora de voleibol soviètica, guanyadora de 4 medalles olímpiques. Va ser una de les jugadores més destacades dels anys 60 i principis dels 70, entrenant al VSS Neftchi (Societat esportiva voluntària) de Bakú.

## Biografia
Va néixer el 15 de juny de 1944 a la ciutat de Bakú, situada en aquells moments a la Unió Soviètica i que avui en dia és la capital de l'Azerbaidjan. El 1972 fou guardonada amb l'Orde de la Bandera Roja del Treball.

## Carrera esportiva
Va participar, als 20 anys, en els Jocs Olímpics d'Estiu de 1964 realitzats a Tòquio (Japó), on aconseguí guanyar la medalla de plata. En els Jocs Olímpics d'Estiu de 1968 celebrats a Ciutat de Mèxic (Mèxic) aconseguí guanyar la medalla d'or amb el combinat soviètic, èxit que repetí en els Jocs Olímpics d'Estiu de 1972 realitzats a Múnic (Alemanya Occidental). En els Jocs Olímpics d'Estiu de 1976 realitzats a Mont-real (Canadà) aconseguí guanyar la medalla de plata, convertint-se en la primera jugadora de voleibol a aconseguir quatre medalles olímpiques en equest esport.
Al llarg de la seva carrera aconseguí guanyar el Campionat del Món de voleibol femení de 1970 i el Campionat d'Europa de voleibol femení de 1963, 1967 i 1971.